# Norlandia Hotels & Resorts
Norlandia Hotels & Resorts är en norsk hotellkedja med säte i Oslo. Bolaget bedriver hotellverksamhet sedan 1995 i hela Skandinavien och ägs av Adolfsen Group samt Tim Strandell som grundades av de norska bröderna Roger och Kristian Adolfsen.
I dagsläget drivs 43 hotell, varav åtta i Sverige, 30 i Norge och tre i Danmark. I Sverige ingår bland annat anläggningarna Stöten i Sälen, Strand Hotell Borgholm, Ronneby Brunn SPA & Resort, med flera dessa drivs än i idag. 